# Manoir de Glatigny
 (octobre 2017).
Le manoir de Glatigny est un édifice des XVIe et XVIIe siècles qui se dresse sur le territoire de la commune française de Tourgéville, dans le département du Calvados en région Normandie. L'édifice est partiellement protégé au titre des monuments historiques.

## Localisation
Le manoir est situé sur le territoire de la commune de Tourgéville, dans l'est du département du Calvados, au cœur de la région naturelle du pays d'Auge. Il s'élève dans le sud du territoire de la commune, à quelques centaines de mètres au nord-est du manoir de la Pipardière et au sud-ouest du golf de l'Amirauté.

## Historique
Le manoir en colombages a été construit par Jean Faulcon. Sa fille, Suzanne, dame de Glatigny, et le mari de celle-ci, Gilles de Giverville, écuyer, sont en 1619 les bâtisseurs des gros pavillons en pierres et briques, encadrant une petite cour intérieur jadis close, à l'arrière du manoir à pans de bois.

## Description
Le manoir, en forme de « U », réunit deux constructions d'architecture bien distincte : un manoir du XVIe siècle à pans de bois et un château de plaisance en pierres calcaires et briques du milieu du XVIIe siècle de style Louis XIII.

### Le manoir
Bâti dans la première moitié du XVIe siècle, le manoir en pan de bois est orienté vers le sud et constitue la partie la plus ancienne de l'édifice. Il présente, au niveau du premier étage, un léger encorbellement qui s'appuie sur des sommiers de forte section. Les colombes sont richement décorées par des sculptures de style Renaissance (animaux marins, vase fleuri, feuilles d'acanthe, etc.). Les portes jumelées sont surmontées par trois sculptures représentant des personnages : une sirène au-dessus d'une ancre et, de part et d'autre de celle-ci, Adam et Eve. Les fenêtres sont à meneaux ; au rez-de-chaussée, elles sont protégées par des grilles en fer forgé. Enfin, trois lucarnes, placées en élévation de façade, se dressent sur la toiture en ardoises.

### Le château de plaisance
La partie en pan de bois fut agrandie au XVIIe siècle par la construction, vers le nord, de deux ailes en retour qui encadrent une cour intérieure. Les ailes sont constituées par des alternances de chaînages et harpes de pierre calcaire avec de larges panneaux en briques Saint-Jean. Ces panneaux sont ornés de briques noires vernissées organisées en losanges. Un couloir en arrière du manoir primitif relie les deux ailes. Enfin une tour carrée contient l'escalier.

### Le parc et les bâtiments annexes
Le manoir est entouré par un grand parc parsemé de nombreuses variétés de fleurs et des buissons d'hortensias blancs.
Le bâtiment du pressoir, couvert en chaume, est en pan de bois hourdis de torchis reposant sur une assise en pierre. Il abrite un tour à pommes à traction animale et une presse à longue étreinte.
Une autre dépendance se distingue par sa façade en damier de pierre calcaire et silex.

## Protection
Au titre des monuments historiques :
- le manoir est classé par arrêté du 21 janvier 1929 ;
- les façades et toitures de l'étable, de la bergerie, du fruitier et du pressoir et le mécanisme du pressoir sont inscrits par arrêté du 16 décembre 1974.